# Clinopodium grandiflorum
La mentuccia montana (nome scientifico Clinopodium grandiflorum (L.) Kuntze, 1891) una pianta perenne della famiglia delle Lamiaceae.

## Etimologia
Il nome generico (Clinopodium) deriva da una parola greca "klinopodion" (formata da due parole: "klino" = pendenza, adagiarsi o letto e "podos" o "podios" = un piede), già usata da Dioscoride (Anazarbe, 40 circa – 90 circa), medico, botanico e farmacista greco antico che esercitò a Roma ai tempi dell'imperatore Nerone, e fa riferimento alla forma di manopola dell'infiorescenza. Secondo altre etimologie, facendo riferimento ad uno dei sinonimi di questa pianta (Satureja grandiflora Scheele, il significato potrebbe essere "salato". L'epiteto specifico (grandiflorum) fa riferimento alle dimensioni dei fiori.
Il nome scientifico della pianta è stato definito per la prima volta da Linneo (1707 – 1778) con il nome di Melissa grandiflora, perfezionato successivamente nel nome attuale dal botanico tedesco Carl Ernst Otto Kuntze (Lipsia, 23 giugno 1843 – Sanremo, 27 gennaio 1907) nella pubblicazione "Revisio Generum Plantarum: vascularium omnium atque cellularium multarum secundum leges nomeclaturae internationales cum enumeratione plantarum exoticarum in itinere mundi collectarum... Leipzig" (2: 513, 515. 1891) del 1891.

## Descrizione

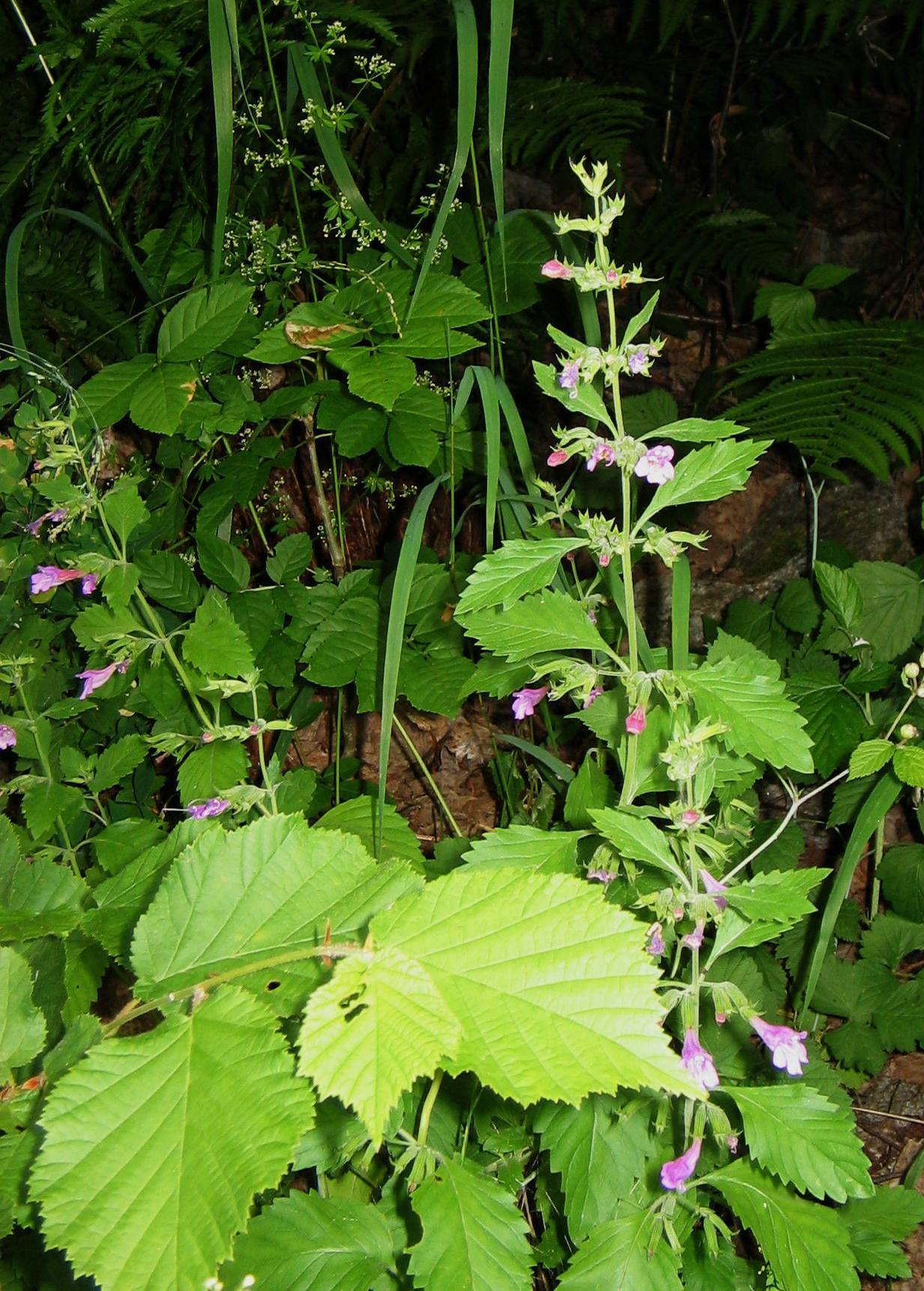
Il portamento

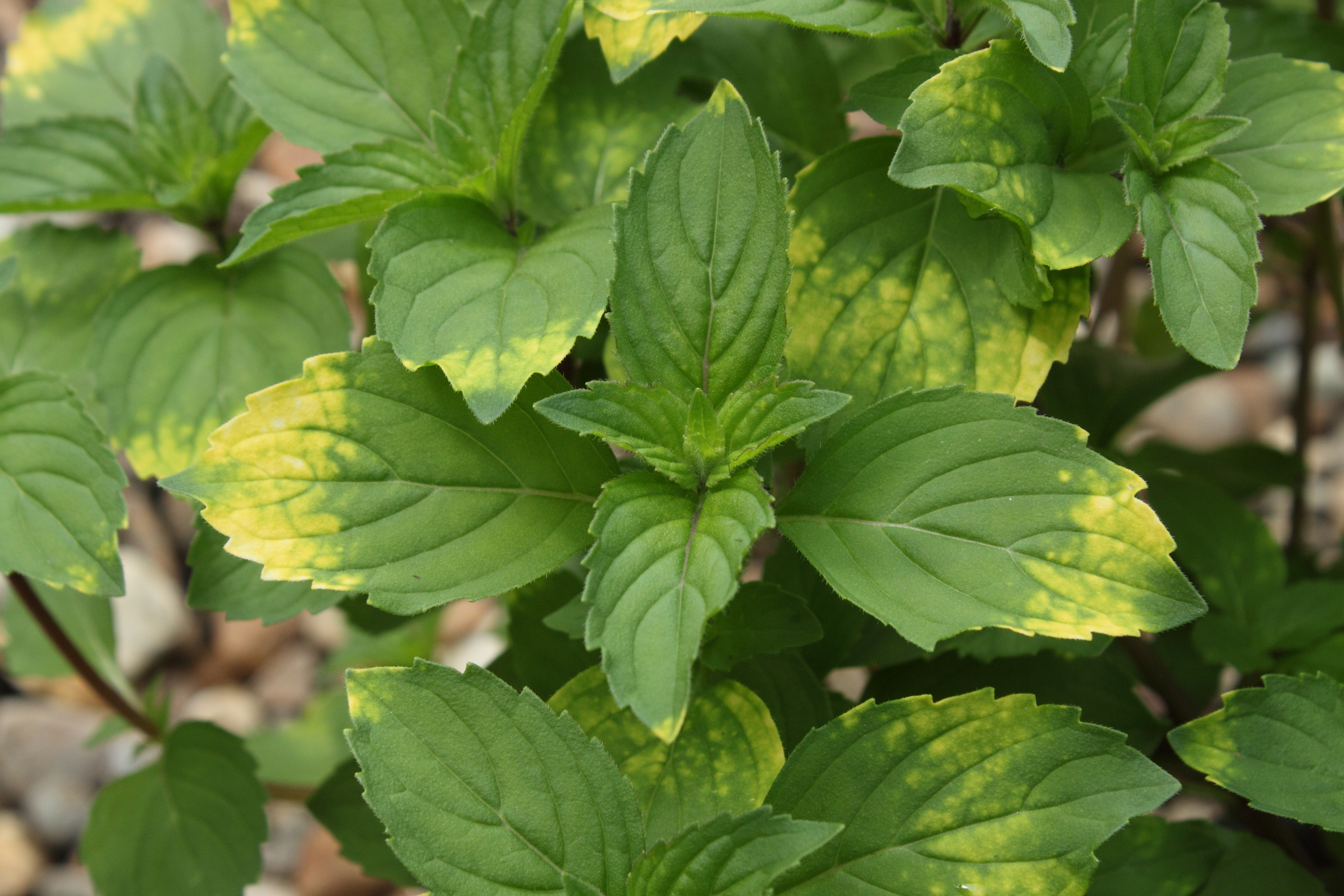
Le foglie

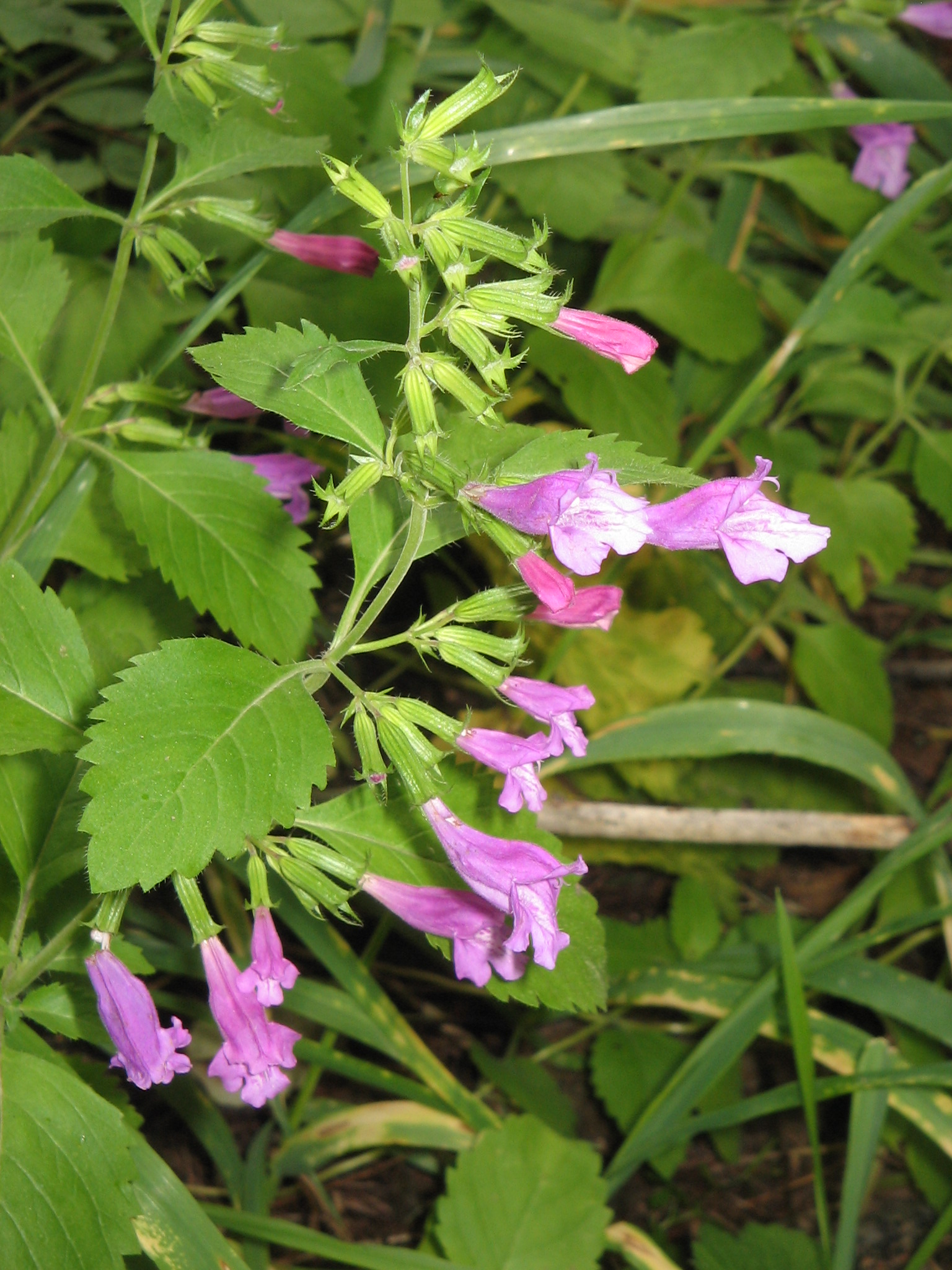
Infiorescenza

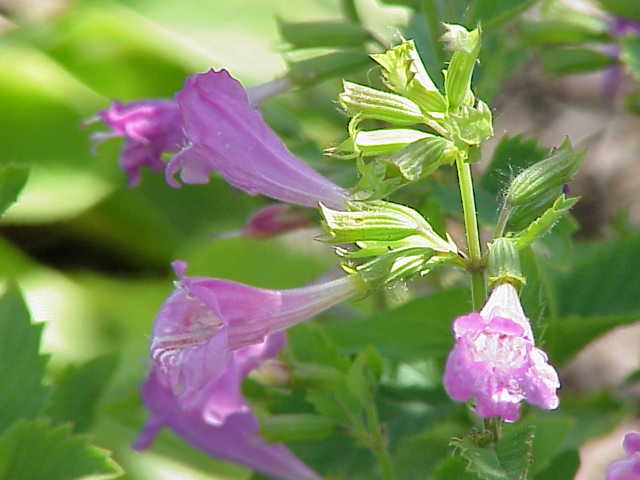
I fiori

Queste piante raggiungono un'altezza di 20–50 cm. La forma biologica è emicriptofita scaposa (H scap), ossia in generale sono piante erbacee, a ciclo biologico perenne, con gemme svernanti al livello del suolo e protette dalla lettiera o dalla neve e sono dotate di un asse fiorale eretto e spesso privo di foglie. La pubescenza è formata da peli crespi lunghi fino a 1 mm.

### Radici
Le radici sono secondarie derivate da un fittone.

### Fusto
La parte aerea del fusto è legnosa con portamento strisciante. I rami fioriferi sono eretti e semplici. La sezione trasversale del fusto presenta spigoli accentuati (forma tetragonale) ossia ha una sezione quadrangolare a causa della presenza di fasci di collenchima posti nei quattro vertici.

### Foglie
Le foglie sono disposte a simmetria opposta rispetto al fusto; sono picciolate (lunghezza del picciolo: 1 cm). La forma della lamina è ovata (larghezza da 2 a 4 cm; lunghezza da 3 a 5 cm) con il margine della lamina fogliare acutamente dentato. Sulla faccia abassiale sono presenti delle nervature. Le stipole sono assenti.

### Infiorescenza
Le infiorescenze, ramose, sono degli spicastri fogliosi più o meno unilaterali (verticillastri) costituiti da un insieme di più fiori che si sviluppano contemporaneamente da un dato livello del fusto o da un nodo. Nell'infiorescenza sono presenti pochi fiori e in genere sono più grandi delle foglie ascellanti. I peduncoli dei fiori sono lunghi 3 – 5 mm.

### Fiore
I fiori sono ermafroditi, zigomorfi, tetrameri (4-ciclici), ossia con quattro verticilli (calice – corolla – androceo – gineceo) e pentameri (5-meri: la corolla e il calice sono a 5 parti).
- Formula fiorale. Per la famiglia di queste piante viene indicata la seguente formula fiorale:

X, K (5), [C (2+3), A 2+2] G (2), (supero), drupa, 4 nucule
- Calice: ll calice del fiore è del tipo gamosepalo e sub-bilabiato con superficie pubescente. Il tubo, a forma cilindrica lungo 7 – 8 mm, termina con alcuni denti lunghi 4 – 5 mm. La superficie del calice è percorsa da circa 13 nervature longitudinali.
- Corolla: la corolla, gamopetala, è a simmetria bilaterale (zigomorfa). La forma è bilabiata (struttura 2/3) per una lunghezza di circa 25 – 35 mm. Il tubo è conico, leggermente rigonfio verso l'apice e pubescente. Delle due labbra, quello superiore è bilobo, quello inferiore è trilobo. Il colore è in genere violetto.
- Androceo: gli stami sono quattro didinami (il paio anteriore è più lungo), sono visibili e sporgenti (avvicinati al labbro superiore della corolla); gli stami sono tutti fertili. I filamenti sono glabri. Le teche si presentano da parallele a divaricate: sono separate alla deiscenza. I granuli pollinici sono del tipo tricolpato o esacolpato.
- Gineceo: l'ovario è supero formato da due carpelli saldati (ovario bicarpellare) ed è 4-loculare per la presenza di falsi setti divisori all'interno dei due carpelli. La placentazione è assile. Gli ovuli sono 4 (uno per ogni presunto loculo), hanno un tegumento e sono tenuinucellati (con la nocella, stadio primordiale dell'ovulo, ridotta a poche cellule).[13] Lo stilo inserito alla base dell'ovario (stilo ginobasico) è del tipo filiforme. Lo stigma è bilobato o privo di lobi e capitato. In genere il pistillo è dimezzato (uno dei due rami è meno sviluppato). Il nettario è abbondante.
- Fioritura: fiorisce nel periodo che va da luglio ad agosto (settembre).

### Frutti
Il frutto è uno schizocarpo composto da 4 nucule glabre e lisce. Le nucule sono provviste di areole ed hanno delle varie forme, dimensioni e colori. La deiscenza è basale o laterale.

## Riproduzione
- Impollinazione: l'impollinazione avviene tramite insetti tipo ditteri e imenotteri (impollinazione entomogama).[9][14] In particolare la pianta è bottinata dalle api.
- Riproduzione: la fecondazione avviene fondamentalmente tramite l'impollinazione dei fiori (vedi sopra).
- Dispersione: i semi cadendo a terra (dopo essere stati trasportati per alcuni metri dal vento – disseminazione anemocora) sono successivamente dispersi soprattutto da insetti tipo formiche (disseminazione mirmecoria). I semi hanno una appendice oleosa (elaisomi, sostanze ricche di grassi, proteine e zuccheri) che attrae le formiche durante i loro spostamenti alla ricerca di cibo.[15]

## Distribuzione e habitat

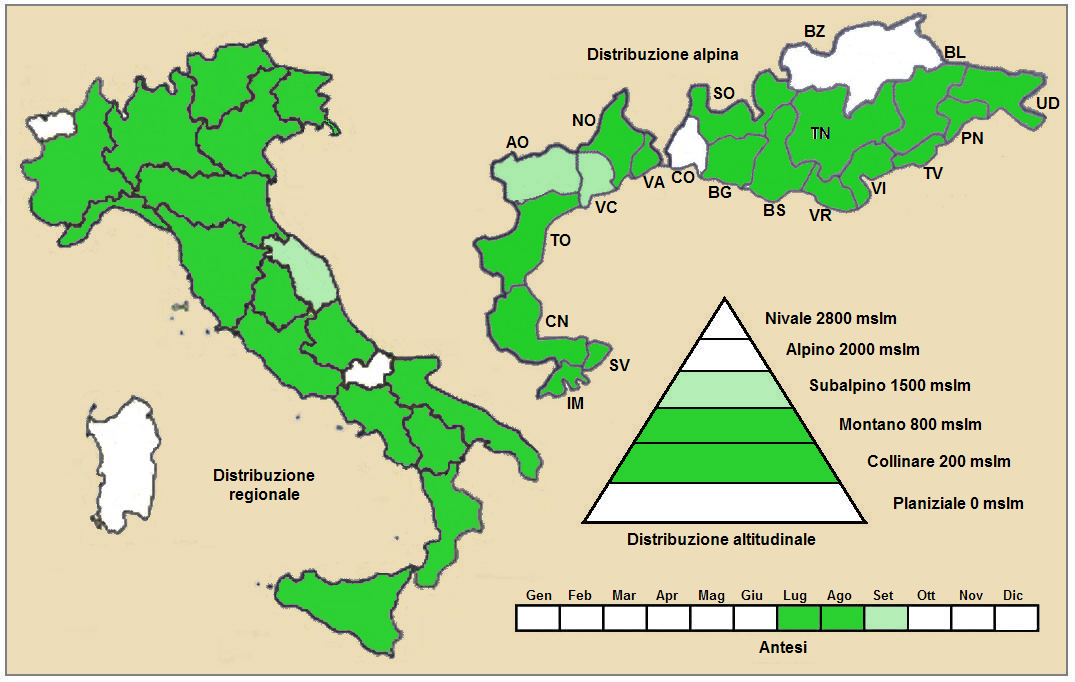
Distribuzione della pianta
(Distribuzione regionale – Distribuzione alpina)

- Geoelemento: il tipo corologico (area di origine) è Orofita - Mediterraneo o anche Submediterraneo.
- Distribuzione: sul territorio italiano è una specie comune ed è distribuita ovunque (a parte la Corsica). Sulle Alpi è presente soprattutto nella parte occidentale. Fuori dall'Italia, sempre nelle Alpi, questa specie si trova in Francia (tutti i dipartimenti alpini), in Svizzera (tutti i cantoni), in Austria (Länder della Carinzia) e in Slovenia. Sugli altri rilievi europei collegati alle Alpi si trova nel Massiccio del Giura, Massiccio Centrale, Pirenei e Monti Balcani.[17] Nel resto dell'Europa (e nell'areale del Mediterraneo) la specie di questa voce si trova nella Penisola Iberica, Penisola Balcanica, Anatolia e Magreb.[18]
- Habitat: l'habitat tipico per questa pianta sono i boschi di latifoglie (soprattutto faggete) e le schiarite forestali. Il substrato preferito è calcareo ma anche siliceo con pH neutro, medi valori nutrizionali del terreno che deve essere mediamente umido.[17]
- Distribuzione altitudinale: sui rilievi queste piante si possono trovare da 100 fino a 2000 m s.l.m.; frequentano quindi i seguenti piani vegetazionali: collinare, montano e in parte quello subalpino.

### Fitosociologia

#### Areale alpino
Dal punto di vista fitosociologico alpino Clinopodium grandiflorum appartiene alla seguente comunità vegetale:
- Formazione: comunità forestali
  - Classe: Carpino-Fagetea
    - Ordine: Fagetalia sylvaticae
      - Alleanza: Fagion sylvaticae

#### Areale italiano
Per l'areale completo italiano Clinopodium grandiflorum appartiene alla seguente comunità vegetale:
- Macrotipologia: vegetazione anfibia di fiumi, sorgenti e paludi
  - Classe: Phragmito australis- Magnocaricetea elatae
    - Ordine: Phragmitetalia australis
      - Alleanza: Phragmition communis
        - Suballeanza: Phragmitenion communis

Descrizione: la suballeanza Phragmitenion communis è relativa a vegetazione costituita da graminacee alte, sensibili ai periodi di emersione, strettamente legate ad ambienti di acqua dolce, distinguendosi quindi da altre suballeanza relative a comunità di ambienti salmastri. La suballeanza è distribuite su tutto il territorio italiano, dove le condizioni ecologiche ne consentono la vegetazione. È inoltre caratterizzata da una certa ricchezza floristica, ma anche da popolamenti monospecifici, caratterizzati da individui che si riproducono per via vegetativa. Questa biocenosi (o suballeanza) colonizza le aree marginali dei sistemi di acqua dolce italiani. È quindi tipicia delle zone prossime alla costa dei laghi, alle rive dei fiumi e delle aree umide ad essi limitrofi.
Specie presenti nella biocenosi Phragmitenion communis:
Lythrum salicaria, Lycopus europaeus, Calystegia sepium, Agrostis stolonifera, Bidens frondosa, Bidens tripartita, Mentha aquatica, Schoenoplectus lacustris, Alisma plantago-aquatica, Veronica anagallis-aquatica, Sparganium erectum, Typha latifolia, Phalaris arundinaceae Glyceria maxima.
Altre alleanze/suballeanze per la specie di questa voce sono:
- Phragmitenion communis
- Scirpenion maritimi
- Juncenion maritimi
- Thlaspienion stylosi
- Adenostylion alpinae
- Hypochoerenion achyrophori
- Ononidenion ornithopodioides
- Cerastio arvensis-Cynosurenion cristati
- Trifolio resupinati-Cynosurenion cristati
- Danthonio decumbentis-Caricenion insularis
- Berberidenion vulgaris
- Osmundo regalis-Alnion glutinosae
- Hyperico hircini-Alnenion glutinosae
- Ulmenion minoris
- Lathyro veneti-Fagenion sylvaticae
- Ostryo carpinifoliae-Tilienion platyphylli
- Lonicero caprifoliae-Carpinenion betuli
- Pulmonario apenninae-Carpinenion betuli
- Roso serafinii-Juniperenion nanae
- Epipactido atropurpureae-Pinion mugo
- Piceenion excelsae
- Chrysanthemo rotundifoliae-Piceenion

## Tassonomia
La famiglia di appartenenza del genere (Lamiaceae), molto numerosa con circa 250 generi e quasi 7000 specie, ha il principale centro di differenziazione nel bacino del Mediterraneo e sono piante per lo più xerofile (in Brasile sono presenti anche specie arboree). Per la presenza di sostanze aromatiche, molte specie di questa famiglia sono usate in cucina come condimento, in profumeria, liquoreria e farmacia. La famiglia è suddivisa in 7 sottofamiglie: il genere Clinopodium è descritto nella tribù Mentheae (sottotribù Menthinae) che appartiene alla sottofamiglia Nepetoideae.
Per questa specie il basionimo è: Melissa grandiflora L., 1753.
Nella pubblicazione "Flora d'Italia" di Sandro Pignatti questa pianta è indicata con il nome di Calamintha grandiflora (L.) Moench.

### Sottospecie
Per questa specie è riconosciuta la seguente sottospecie:
- Clinopodium grandiflorum subsp. baborense (Batt.) Govaerts, 1999 - Distribuzione: Algeria e Marocco

### Sinonimi
Questa entità ha avuto nel tempo diverse nomenclature. L'elenco seguente indica alcuni tra i sinonimi più frequenti:
- Acinos grandiflorus (L.) G.Don ex Loudon
- Calamintha atlantica  Coss.
- Calamintha grandiflora  (L.) Moench
- Calamintha grandiflora var. glabrata  Vandas
- Calamintha grandiflora f. glandulosa  (Bosnjak) Šilic
- Calamintha grandiflora var. micrantha  (K.Koch) K.Koch
- Calamintha grandiflora f. oblongifolia  Rohlena
- Calamintha grandiflora f. rhombifolia  Rohlena
- Calamintha mairei  Sennen
- Calamintha montana  Garsault
- Clinopodium grandiflorum  (L.) Stace
- Faucibarba grandiflora  (L.) Dulac
- Melissa grandiflora  L.
- Melissa grandiflora var. micrantha  K.Koch
- Satureja grandiflora (L.) Scheele
- Satureja grandiflora var. glandulosa  Bosnjak
- Thymus grandiflorus  (L.) Scop.

Sinonimi per la sottospecie baborense 
- Calamintha baborensis  Batt.
- Calamintha grandiflora subsp. baborensis  (Batt.) N.Galland
- Satureja baborensis  (Batt.) Briq.
- Satureja grandiflora subsp. baborensis  (Batt.) Maire

### Specie simili
Alcune specie dello stesso genere possono essere confuse con quella di questa voce. Il disegno qui sotto mostra le differenze più significative del fiore tra queste specie (da Pignatti). 

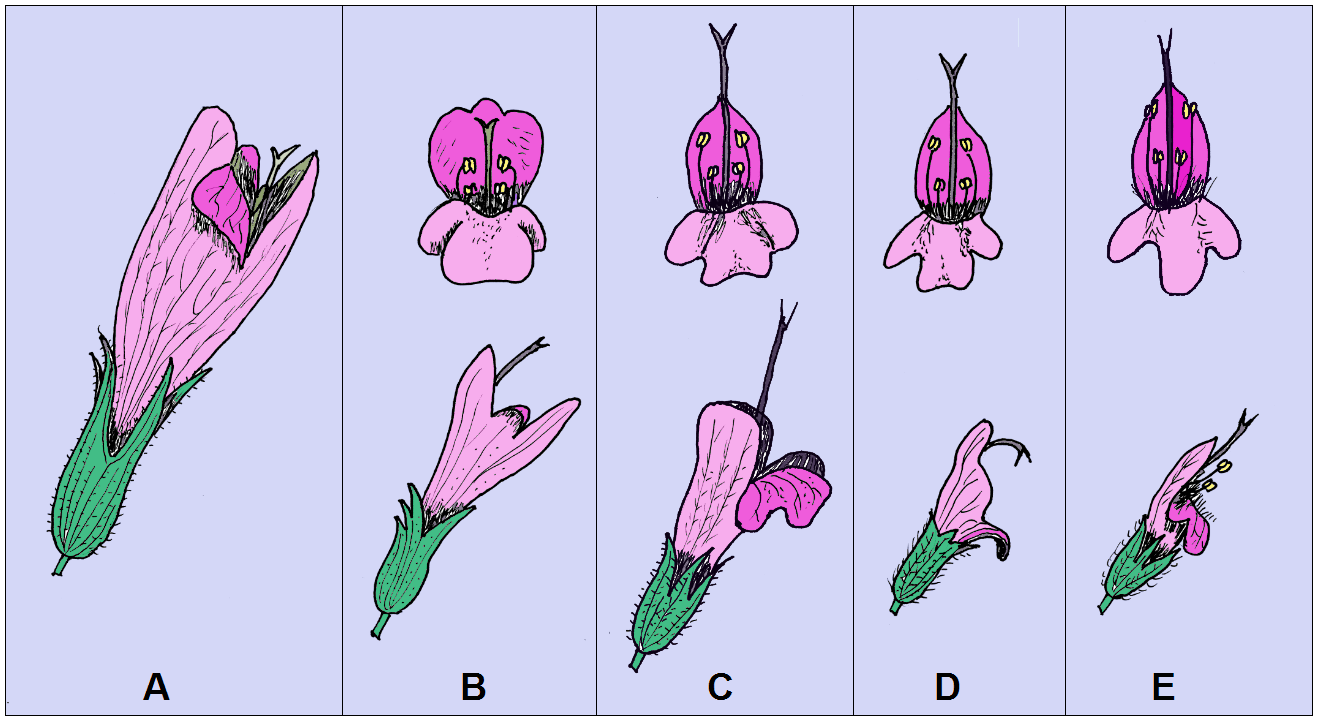
A: C. grandiflorum - B: C. menthifolium subsp. menthifolium - C: C. menthifolium subsp. ascendens - D: C. nepeta subsp. nepeta - E: C. nepeta subsp. glandulosum

## Altre notizie
La mentuccia a fiori grandi in altre lingue è chiamata nei seguenti modi:
- (DE)  Großblütige Bergminze
- (FR)  Sarriette à grandes fleurs
- (EN)  Greater Calamint